# Theotokion

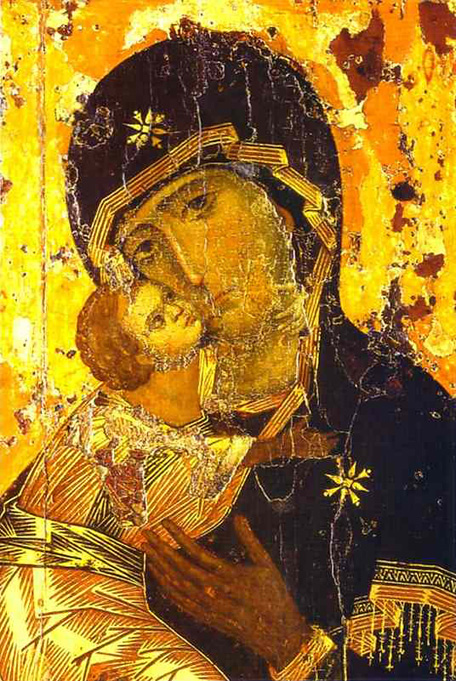
Icône russe de Notre-Dame de Vladimir.

Un théotokion est, dans les Églises d'Orient – Églises orthodoxes et Églises catholiques orientales de rite byzantin –, une hymne à Theotokos, la Mère de Dieu, lue ou chantée sous forme de tropaire ou de stichère.

## Historique
Au Ve siècle, Nestorius, Patriarche de Constantinople (428-431), contesta l'usage du terme Theotokos pour nommer la Vierge Marie. Les attaques de Nestorius provoquèrent une agitation dans l'Église qui conduisit à sa déposition du patriarcat. Le terme Theotokos, tel qu'il est compris par les chrétiens d'Orient, a non seulement un caractère pieux mais aussi des conséquences théologiques. Le qualificatif de Mère de Dieu implique en effet que le Christ possède une nature à la fois humaine et divine, et non pas seulement divine. Ceci constitue un point clé de la doctrine des Églises d'Orient (ou Théosis).
Après la condamnation du nestorianisme au Concile d'Éphèse en 431, l'usage des théotokions au cours des offices ne cessa de croître. De nos jours, tous les offices des Églises d'Orient comportent des théotokions. L'inclusion de théotokions dans tous les services de la journée est attribuée à Pierre le Foulon, Patriarche d'Antioche miaphysite (471-488), ardent opposant au nestorianisme.

## Usage
Les théotokions figurent souvent après une série de tropaires ou de stichères, généralement après la doxologie : Gloire au Père, au Fils et au Saint-Esprit, et maintenant et toujours et dans les siècles des siècles. Amen. (Dans d'autres cas, on dit d'abord « Gloire au Père...» et l'on chante le doxastikon, puis « Et maintenant... » et l'on chante le théotokion.)
Un stavrothéotokion est une hymne qui évoque la Mère de Dieu confrontée à la crucifixion du Christ. Le lien entre la Vierge et la crucifixion est naturel à travers l'évocation de la Vierge se tenant au pied de la Croix (Stabat Mater). Les stavrothéotokions sont dits ou chantés les mercredis et vendredis, jours dédiés à la mémoire de la Croix.
Le théotokion prononcé après le lucernaire des Vêpres du dimanche est appelé dogmatikon (ou théotokion dogmatique), parce que le texte de cette hymne explicite le dogme du mystère de l'Incarnation du Christ, spécialement en réponse à l'hérésie nestorienne et à celles qui ont suivi (monophysisme et monothélisme). Aux fêtes des saints les plus vénérés, on peut chanter un dogmatikon en guise de théotokion ; il est répété aussi aux vêpres du samedi (le vendredi soir), comme conclusion du cycle hebdomadaire.
C'est pendant le théotokion du lucernaire que le clergé, s'il y a lieu, sort pour faire l'Entrée des Vêpres ; pendant le théotokion des laudes festives, les lumières sont allumées et le prêtre revêt la chasuble pour introduire la grande doxologie. Le théotokion est souvent chanté de façon solennelle ou ornée. Pendant la Divine Liturgie, la Petite Entrée a lieu pendant que le chœur chante un théotokion qui conclut la série de tropaires et kondakions, historiquement la première chose que l'on chantait après l'entrée dans l'église.
Les grandes fêtes du Seigneur et de la Vierge, plus concentrées sur les événements qu'elles célèbrent, n'ont pas de théotokion.
Les théotokions sont recueillis dans des théotokarions.